# NGC 7287
NGC 7287 est probablement constitué de trois étoiles situées dans la constellation du Verseau. L'astronome américain Frank Müller a enregistré la position de ces trois étoiles en 1886. L'astronome américain Sherburne Wesley Burnham a aussi observé NGC 7287 en octobre ou en novembre 1891, mais il s'agit probablement d'un objet différent. De plus, l'astronome américain Herbert Alonzo Howe a aussi observé NGC 7287 entre le 1er juillet 1898 et le 30 juin 1899.

## Historique et identification

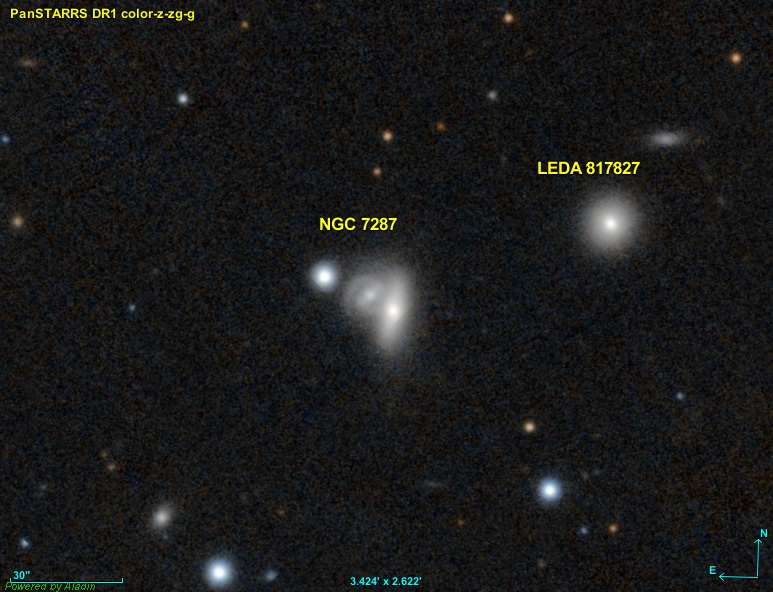
NGC 7287, une paire de galaxies ?

Selon John Dreyer, NGC 7287 est une paire d'étoiles très pâle, mais il n'y a rien à la position notée par Müller. Burnham, sans noter la grande erreur de position par rapport à celle de Müller, a sûrement observé un objet différent, soit la paire de galaxies de l'image ci-contre. En fait, la position indiquée par Burnham est 22h 28m 48,9s et -22° 12′ 08″ et ce qui se trouve à cet endroit est une paire de galaxies,,. Harold Glenn Corwin est d'avis que Howe a observé le même objet que Müller, mais dans les images modernes il s'agit plutôt de trois étoiles.